# کوری تن بوم
کوری تن بوم (انگلیسی: Corrie ten Boom؛ ۱۵ آوریل ۱۸۹۲ – ۱۵ آوریل ۱۹۸۳) نویسنده، ساعت‌ساز اهل پادشاهی هلند بود. که با همکاری پدرش کسپر تن بوم، خواهرش بتسی تن بوم و دیگر اعضای خانوادش به بسیاری از یهودیان کمک کردند تا از دست نازیان و هولوکاست در دوران جنگ جهانی دوم فرار کنند. به این خاطر وی دستگیر شد و به اردوگاه کار اجباری راونسبروک فرستاده شد. کتاب وی نهان‌گاه داستان زندگیش و تلاش‌هایش برای نجات جان یهودیان و شرح حالش در زمانی که در اردوگاه کار اجباری زندانی بود مشهور است.
به خاطر تلاش‌هایش در نجات جان یهودیان، وی نشان درستکار در میان ملل شده‌است.